# Ante Žanetić
Ante Žanetić (* 18. November 1936 in Blato, Königreich Jugoslawien; † 18. Dezember 2014 in Wollongong, Australien) war ein jugoslawischer Fußballspieler. Mit der jugoslawischen Nationalmannschaft gewann er den Fußballwettbewerb der Olympischen Spiele 1960 und stand im Endspiel um die Europameisterschaft im selben Jahr.

## Sportlicher Werdegang
Žanetić spielte zunächst für NK GOŠK Dubrovnik im Erwachsenenbereich, ehe er 1954 zu Hajduk Split wechselte. Bis 1961 lief er für den Klub in der Prva Liga (deutsch: Oberliga) auf. Bereits 1959 war er zum Nationalspieler avanciert, bei seinem Debüt am 20. Dezember des Jahres trennte sich die Auswahlmannschaft 1:1-Unentschieden von der westdeutschen Nationalmannschaft. Im folgenden Jahr nahm er als Stammspieler mit gemischtem Erfolg an beiden bedeutenden Turnieren teil: während bei Olympia ein 3:1-Endspielerfolg über Dänemark zur Goldmedaille reichte, verlor die Mannschaft das EM-Finale im Pariser Prinzenparkstadion trotz zwischenzeitlicher 1:0-Führung durch Milan Galić nach Verlängerung gegen die Sowjetunion. Bereits 1956 hatte er in einem Repräsentativspiel eine kroatische Auswahlmannschaft verstärkt.
1961 wechselte Žanetić in den Westen und schloss sich dem FC Brügge an. 1964 zog er innerhalb des Landes zum Zweitligisten Royal Racing White weiter. Mit dem Klub stieg er am Ende seiner ersten Spielzeit in die erste Liga auf. Nach einem weiteren Jahr beendete er 1966 seine aktive Laufbahn.
Später wanderte Žanetić nach Australien aus, wo er unter anderem als Trainer von Sydney Croatia in Erscheinung trat.